# پروانه (قطعه مکانیکی)

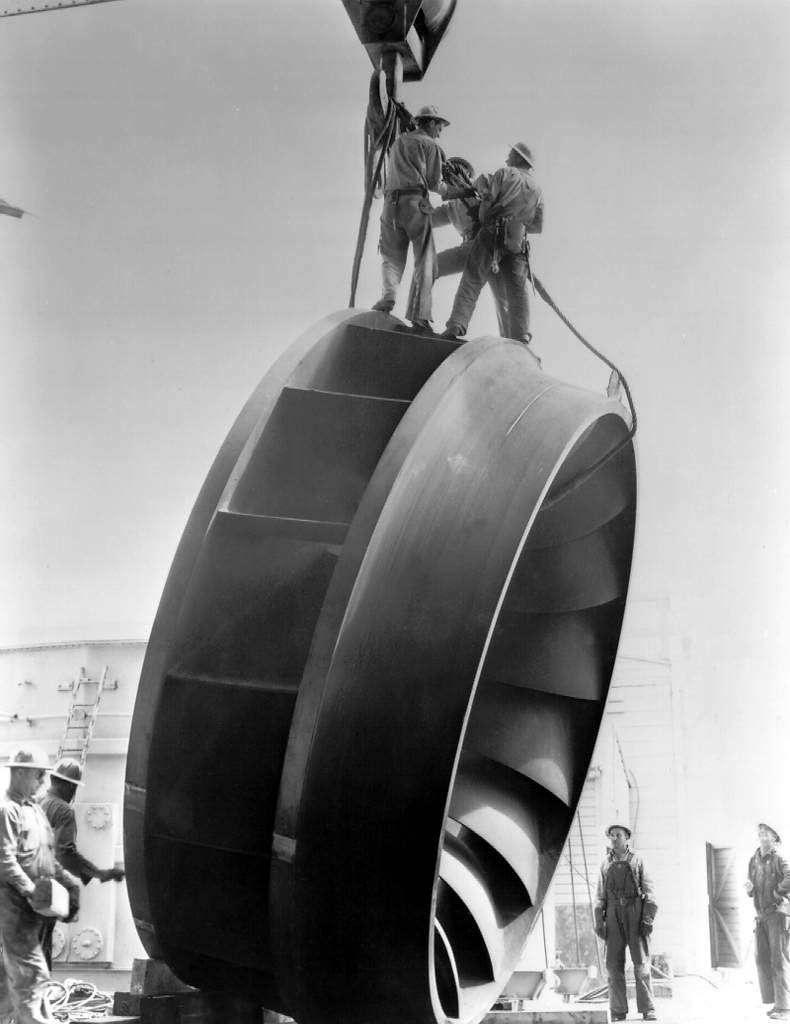
پروانه‌ای برای چرخ‌پره مولد یک سد.

پروانه یا پیش برنده، یک قطعه گردان در داخل یک لوله یا مجرا است که جهت بالا بردن فشار یک سیال مورد استفاده قرار می‌گیرد.

## انواع پروانه
- پروانه باز
- پروانه بسته

## پروانه در پمپ
پروانه، بخش گردان یک پمپ گریز از مرکز است که معمولاً از موادی چون آهن، فولاد، برنز، آلومینیم یا پلاستیک ساخته می‌شود. نقش پروانه، انتقال انرژی موتور پمپ به سیال است. هنگامی که جریان خروجی توسط پوشش پمپ محدود می‌شود، از تبدیل فشار از طریق پروانه سرعت به دست می‌آید. پروانه‌ها معمولاً استوانه‌هایی کوتاه با یک ورودی باز هستند که جریان ورودی را می‌پذیرد.

## پروانه در کمپرسور گریز از مرکز
یکی از کاربردهای اصلی پروانه در کمپرسورهای گریز از مرکز است. در این کمپرسورها از هر دو نوع باز و بسته آن استفاده می‌شود. نوع باز آن قابلیت استفاده در سرعت‌های دورانی بالاتر را داشته و می‌تواند در تعداد مراحل کمتر، نسبت فشار خروجی مطلوب را تأمین کند. بنابراین کمپرسورهای با پروانه باز اندازه کوچکتری در مقایسه با نوع پروانه بسته دارند.

## پروانه در توربین
در برخی از موتورهای توربو، از پروانه‌ها به جای کمپرسورهای محوری استفاده می‌شود.

## پروانه در جت آب
برخی پروانه‌ها که از پره‌های کوچکتری برخوردار هستند می‌توانند در سرعت‌های بسیار بالایی به کار گرفته شوند. هنگامی که مسیر حرکت آب توسط محفظه‌های مخصوص محدود شود، از نیروی آب ناشی از حرکت پروانه یک جت آب پدید می‌آید که می‌توان از آن در حرکت برخی ماشین‌ها استفاده کرد.